# مطار غوادالاخارا الدولي
مطار غوادالاخارا الدولي (بالإسبانية: Aeropuerto Internacional de Guadalajara)‏ (إياتا: GDL، إيكاو: MMGL)، هي مطار دولي مكسيكي تقع في محافظة غوادالاخارا، تأسس المطار سنة 1951.

## شركات الطيران والوجهات

### الركاب
| شركـات طيـران           | الوجهات |
| ----------------------- | --- |
| طيران المكسيك           | مطار أوهير الدولي، Fresno، مطار لوس أنجلوس الدولي، مطار مدريد باراخاس الدولي، مطار بينيتو خواريز الدولي، Monterrey، Sacramento، مطار سان فرانسيسكو الدولي، Tijuana |
| Aeroméxico Connect      | مطار بينيتو خواريز الدولي، مطار فيليبي أنجيليس الدولي، مطار سولت ليك سيتي الدولي |
| خطوط آلاسكا الجوية      | مطار لوس أنجلوس الدولي، مطار سان خوسيه الدولي |
| الخطوط الجوية الأمريكية | مطار دالاس فورت ورث الدولي، مطار فينيكس سكاي هاربر الدولي |
| Calafia Airlines        | La Paz، Los Mochis |
| خطوط كوبا الجوية        | مطار توكومين الدولي |
| خطوط دلتا الجوية        | مطار هارتسفيلد جاكسون |
| خطوط فرونتير الجوية     | مطار هاري ريد الدولي، مطار أورلاندو الدولي |
| Magnicharters           | Cancún موسمي: Tijuana |
| TAR Aerolineas          | Ciudad Juárez، Durango، Puerto Vallarta، Querétaro |
| الخطوط الجوية المتحدة   | مطار جورج بوش الدولي |
| United Express          | مطار جورج بوش الدولي |
| VivaAerobús             | مطار إلدورادو الدولي، Cancún، مطار أوهير الدولي، Chihuahua، Ciudad Juárez، Culiacán، Hermosillo، La Paz، مطار لوس أنجلوس الدولي، Mérida، مطار بينيتو خواريز الدولي، Monterrey، Puebla، Puerto Vallarta، Reynosa، Tampico، Tijuana، Tuxtla Gutiérrez، Veracruz، Villahermosa موسمي: مطار جورج بوش الدولي، San José del Cabo |
| Volaris                 | Acapulco، Cancún، مطار شارلوت دوغلاس الدولي، Chetumal، مطار ميدواي الدولي، مطار أوهير الدولي، Chihuahua، Ciudad Juárez، Ciudad Obregón، Cozumel (تستأنف في 13 يوليو 2023)، Culiacán، مطار دالاس فورت ورث الدولي، مطار دنفر الدولي، Fresno، Hermosillo، مطار جورج بوش الدولي، Huatulco (تبدأ في 13 يوليو 2023)، La Paz، Loreto (تبدأ في 11 يوليو 2023)، مطار هاري ريد الدولي، مطار لوس أنجلوس الدولي، Los Mochis، Mérida، Mexicali، مطار بينيتو خواريز الدولي، مطار فيليبي أنجيليس الدولي، مطار ميامي الدولي، Monterrey، مطار جون إف كينيدي الدولي، مطار أوكلاند الدولي (الولايات المتحدة)، Oaxaca، Ontario، مطار أورلاندو الدولي، مطار فينيكس سكاي هاربر الدولي، مطار بورتلاند الدولي، Puerto Escondido، Puerto Vallarta، مطار رينو تاهو الدولي، Sacramento، مطار سان أنطونيو الدولي، مطار سان خوسيه الدولي، San José del Cabo، مطار سياتل تاكوما الدولي، Tapachula، Tijuana، Toluca/Mexico City، Torreón/Gómez Palacio، Tuxtla Gutiérrez، Veracruz |

### الشحن
| شركـات طيـران         | الوجهات                    |
| --------------------- | -------------------------- |
| الخطوط الجوية القطرية | مطار حمد الدولي، مطار لييج |